# The Crossings
The Crossings ist  ein census-designated place (CDP) im Miami-Dade County im US-Bundesstaat Florida. Das U.S. Census Bureau hat bei der Volkszählung 2020 eine Einwohnerzahl von 23.276 ermittelt. 

## Geographie
The Crossings liegt etwa 15 km südwestlich von Miami. Der CDP wird von den Florida State Roads 94, 821 (Homestead Extension of Florida’s Turnpike, mautpflichtig) und 825 tangiert.

## Demographische Daten
Laut der Volkszählung 2010 verteilten sich die damaligen 22.758 Einwohner auf 8.562 Haushalte. Die Bevölkerungsdichte lag bei 2.346,2 Einw./km². 88,0 % der Bevölkerung bezeichneten sich als Weiße, 4,7 % als Afroamerikaner, 0,1 % als Indianer und 2,5 % als Asian Americans. 2,2 % gaben die Angehörigkeit zu einer anderen Ethnie und 2,4 % zu mehreren Ethnien an. 69,4 % der Bevölkerung bestand aus Hispanics oder Latinos.
Im Jahr 2010 lebten in 35,5 % aller Haushalte Kinder unter 18 Jahren sowie 27,2 % aller Haushalte Personen mit mindestens 65 Jahren. 75,2 % der Haushalte waren Familienhaushalte (bestehend aus verheirateten Paaren mit oder ohne Nachkommen bzw. einem Elternteil mit Nachkomme). Die durchschnittliche Größe eines Haushalts lag bei 2,80 Personen und die durchschnittliche Familiengröße bei 3,21 Personen.
23,8 % der Bevölkerung waren jünger als 20 Jahre, 25,4 % waren 20 bis 39 Jahre alt, 31,3 % waren 40 bis 59 Jahre alt und 19,5 % waren mindestens 60 Jahre alt. Das mittlere Alter betrug 41 Jahre. 46,4 % der Bevölkerung waren männlich und 53,6 % weiblich.
Das durchschnittliche Jahreseinkommen lag bei 65.801 $, dabei lebten 11,9 % der Bevölkerung unter der Armutsgrenze.
Im Jahr 2000 war Englisch die Muttersprache von 31,38 % der Bevölkerung, spanisch sprachen 63,52 % und 5,10 % hatten eine andere Muttersprache.